# 1. divisjon 2017 (football americano norvegese)
La 1. divisjon 2017 è la 25ª edizione del campionato di football americano di secondo livello, organizzato dalla NAIF.

## Squadre partecipanti
| Club                    | Città        | Stadio | Sponsor ufficiale | Risultato nella stagione 2016 |
| ----------------------- | ------------ | ------ | ----------------- | ----------------------------- |
| Haugesund Hurricanes    | Haugesund    |        |                   |                               |
| Kolbotn Hunters         | Oppegård     |        |                   |                               |
| Kristiansand Gladiators | Kristiansand |        |                   |                               |
| Sarpsborg Olavs Menn    | Sarpsborg    |        |                   |                               |

## Stagione regolare

### Calendario

#### 1ª giornata
| Kristiansand 23 aprile 2017, ore 14:00 | Kristiansand Gladiators | 22 – 6 referto | Haugesund Hurricanes | Karuss |

| Skjeberg 23 aprile 2017, ore 14:00 | Sarpsborg Olavs Menn | 21 – 0 | Kolbotn Hunters |  |

#### 2ª giornata
| Haugesund 29 aprile 2017, ore 14:00 | Haugesund Hurricanes | 7 – 14 | Sarpsborg Olavs Menn | Gymnasbanen |

#### 3ª giornata
| Skjeberg 7 maggio 2017, ore 14:00 | Sarpsborg Olavs Menn | 14 – 18 | Kristiansand Gladiators |  |

#### 4ª giornata
| Sofiemyr 13 maggio 2017, ore 14:00 | Kolbotn Hunters | 12 – 0 | Haugesund Hurricanes |  |

#### 5ª giornata
| Kristiansand 21 maggio 2017, ore 14:00 | Kristiansand Gladiators | 30 – 6 | Kolbotn Hunters | Karuss |

#### 6ª giornata
| Haugesund 28 maggio 2017, ore 14:00 | Haugesund Hurricanes | 9 – 27 | Kristiansand Gladiators | Gymnasbanen |

#### 7ª giornata
| Haugesund 3 giugno 2017, ore 14:00 | Haugesund Hurricanes | 0 – 22 | Kolbotn Hunters | Gymnasbanen 7 |

| Kristiansand 4 giugno 2017, ore 17:00 | Kristiansand Gladiators | 54 – 7 | Sarpsborg Olavs Menn | Karuss |

#### 8ª giornata
| Skjeberg 10 giugno 2017, ore 14:00 | Sarpsborg Olavs Menn | 37 – 12 | Haugesund Hurricanes |  |

#### 9ª giornata
| Sofiemyr 18 giugno 2017, ore 14:00 | Kolbotn Hunters | 0 – 20 | Sarpsborg Olavs Menn |  |

#### 10ª giornata
| Sofiemyr 25 giugno 2017, ore 14:00 | Kolbotn Hunters | 6 – 7 | Kristiansand Gladiators |  |

### Classifica
La classifica della regular season è la seguente:
- PCT = percentuale di vittorie, G = partite giocate, V = partite vinte,  P = partite perse, PF = punti fatti, PS = punti subiti

| Pos. | Squadra                 | PCT   | G | V | N | P | PF  | PS  |
| ---- | ----------------------- | ----- | - | - | - | - | --- | --- |
| 1    | Kristiansand Gladiators | 1.000 | 6 | 6 | 0 | 0 | 146 | 48  |
| 2    | Sarpsborg Olavs Menn    | .667  | 6 | 4 | 0 | 2 | 113 | 79  |
| 3    | Kolbotn Hunters         | .333  | 6 | 2 | 0 | 4 | 46  | 78  |
| 4    | Haugesund Hurricanes    | .000  | 6 | 0 | 0 | 6 | 34  | 134 |

## Verdetti
- Kristiansand Gladiators promossi in Eliteserien 2018